# 트리키
에이드리언 니콜라스 매슈 토스(Adrian Nicholas Matthews Thaws, 1968년 1월 27일 ~ )는 흔히 트리키(Tricky)로 잘 알려진 영국의 프로듀서, 가수이다. 브리스틀에서 태어난 그는 1987년부터 매시브 어택과 같이 작업했으며, 매시브 어택의 데뷔 음반인 Blue Lines에서 랩 보컬로 참여했다. 이후 1995년 발매한 데뷔 음반 Maxinquaye를 발매했고 현재까지 활동 중이다. 흔히 매시브 어택, 포티스헤드와 함께 트립 합의 대표적인 아티스트로 알려져있다.

## 출연 작품

### 영화
- 제5원소 (1997년) - 라이트 암 역